# Ida Craft
Ida Craft (1860-1947) fue una sufragista estadounidense conocida por su participación en las Suffrage Hikes («caminatas del sufragio»).

## Biografía

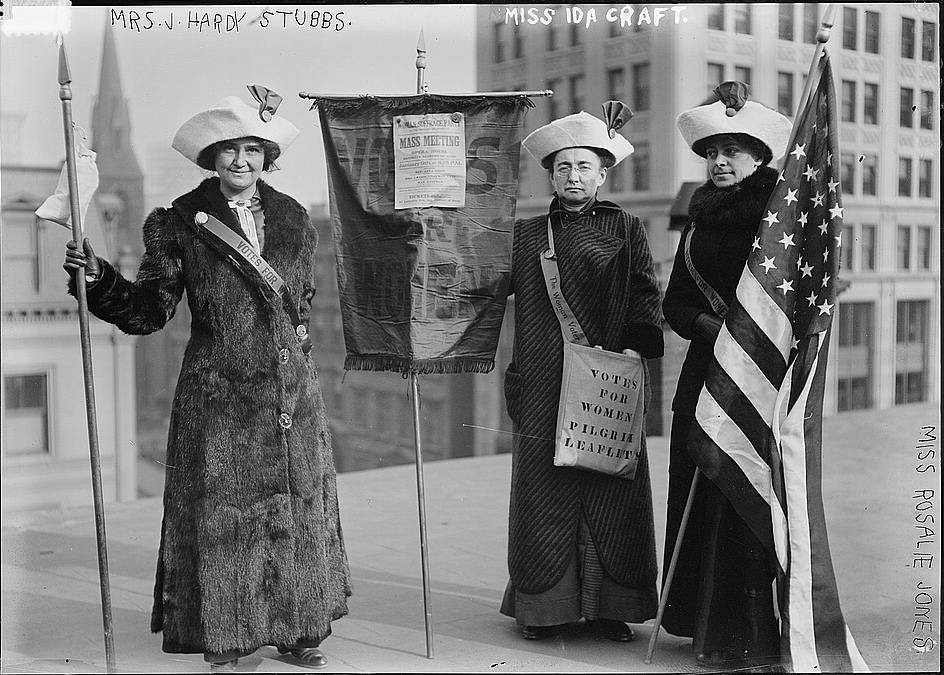
J. Hardy Stubbs, Ida Craft y Rosalie Jones circa 1912-1913.

Craft nació en Nueva York en 1860. Conocida como el  «Coronel», participó en la campaña de 1912-1914 de Suffrage Hikes.
Craft fue elegida como delegada general en la Convención Constitucional de Nueva York en 1914, presentándose para el Partido de la Prohibición.
Murió en el condado de Rockland el 14 de septiembre de 1947.